# John Macvicar Anderson

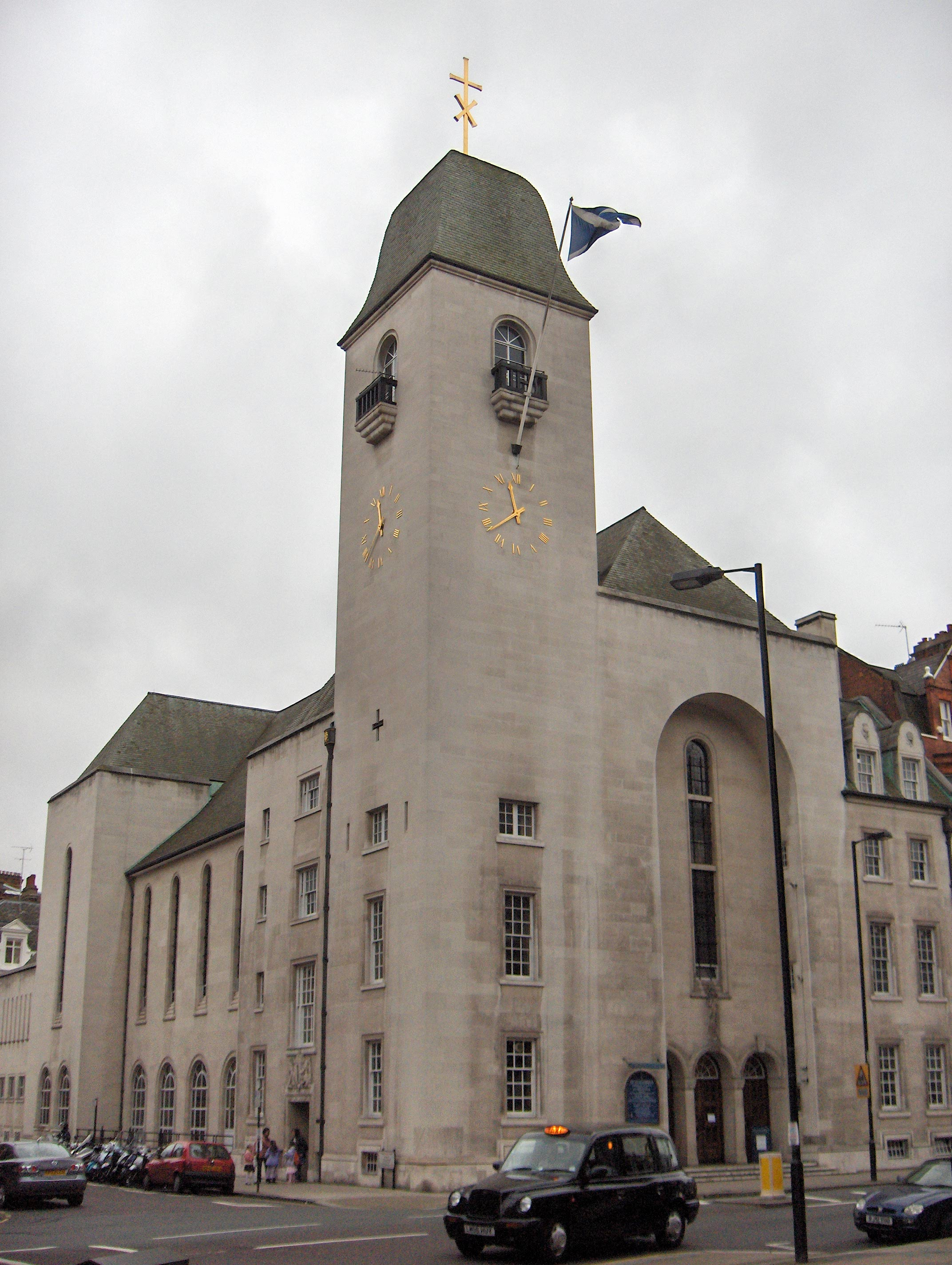
Église St Columba, Pont St, Londres

John Macvicar Anderson (11 juillet 1835, Glasgow - 9 juin 1915, Londres) est un architecte écossais.

## Biographie
Il est né à Glasgow en 1835, fils de John Anderson, marchand et neveu de l'architecte William Burn et de sa femme, Eliza Macvicar. Il fait ses études à la Collegiate School et à l'Université de Glasgow, puis déménage à Londres pour terminer ses études avec son oncle. Il est admis ARIBA (Associate of the Royal Institute of British Architects) le 19 décembre 1864 .
En 1868 ou vers 1868, Burn le prend comme associé et lorsque Burn meurt le 15 février 1870, Anderson reprend le cabinet et la maison de Burn au 6 Stratton Street Piccadilly. Bien qu'il ait conçu la Sailors Home à Bombay en 1869, Anderson se spécialise dans la maison de campagne et poursuit la pratique de Burn, mais à partir du début des années 1880, il accepte un plus large éventail d'activités commerciales et ecclésiastiques, en particulier de clients écossais, notamment l'église St Columba à Pont Street, Londres dont il est membre, le siège du London Scottish, des Christie's Galleries, de King Street, de la Lloyds Bank, de la Coutts Bank et de la British Linen Bank dont il conçoit le bureau de Threadneedle Street jusqu'en 1913.
Il est président de l'Institut royal des architectes britanniques en 1891-1894. Il est également architecte honoraire du Royal Scottish Hospital et du Royal Caledonian Asylum.
Il meurt à Stratton Street le 9 juin 1915. Il épouse Janet Crum de Thornliebank, en Écosse et a trois fils. Sa pratique est poursuivie par son deuxième fils, Henry Lennox Anderson, né en 1894, qui étudie à l'Architectural Association et est associé en 1905.